# Phytoliriomyza flavens
Phytoliriomyza flavens este o specie de muște din genul Phytoliriomyza, familia Agromyzidae, descrisă de Spencer în anul 1981.
Este endemică în California. Conform Catalogue of Life specia Phytoliriomyza flavens nu are subspecii cunoscute.